# Kaspar Harb
Johann Peter Kaspar Harb (* 24. Juni 1800 in Graz; † 28. November 1861 in Leibnitz) war ein österreichischer Jurist und Beamter. Neben seinen Aufgaben in den Diensten der kaiserlich-königlichen Verwaltung und des Erzbistums Salzburg galt sein Interesse historischen Studien im Raum Steiermark.

## Jugend und berufliche Laufbahn
Harb wurde als Sohn des Schulgehilfen Peter Härb und dessen Frau Maria Josepha, geb. Freystätter, in Graben, damals ein Vorort von Graz, geboren. Er besuchte dort 1810–1817 das Gymnasium und studierte 1817–1824 Philosophie und Jus. Anschließend absolvierte er zwei Praxisjahre beim Magistrat Graz und dem Appellationsgericht Klagenfurt. Am 9. Jänner 1826 wurde er zum Justiziär der bistümlichen Herrschaft Seckau ob Leibnitz berufen, in dieser Stellung blieb er bis 1836. 1834 heiratete er Josepha Mörth aus Leibnitz. 1836 wurde er Verwalter, Ortsrichter und Bezirkskommissionär der Herrschaft Neuschloß-Thalerhof bei Graz. 1850 wurde er als k.k.-Bezirksrichter nach Eibiswald berufen, 1851 nach Graz, 1854 zum Bezirksvorsteher von Hartberg ernannt. Im Juli 1861 erkrankte er an Typhus, von dem er sich nicht mehr erholen sollte; im November desselben Jahres verstarb er und wurde in Leibnitz bestattet.

## Historische Tätigkeit
Neben seiner beruflichen Tätigkeit beschäftigte sich Harb mit historischen Studien, speziell Numismatik und Heraldik. Im Laufe seines Lebens legte er eine bedeutende Sammlung von antiken und jüngeren Münzen an, die 1889 nach dem Tod seines Sohnes in das Joanneum in Graz gelangten. In seine Amtszeit als Justiziär in Seggau fiel die Abtragung des dortigen "Alten Turms", eines überwiegend aus römischen Spolien aus dem nahegelegenen Flavia Solva bestehenden Bauwerks. Dem Einsatz Harbs ist es zu verdanken, dass die dabei geborgenen über 100 Römersteine dokumentiert wurden und im Lapidarium des Schlosses erhalten blieben. Für seine Leistungen in diesem Zusammenhang wurde ihm von Kaiser Ferdinand I. die Mittlere Goldene Zivil-Ehrenmedaille verliehen. In Leibnitz ist eine Straße nach ihm benannt. Harb war Gründungsmitglied und 1851–1854 Ausschussmitglied des Historischen Vereins für Steiermark, in dessen Publikationen er mehrere Schriften veröffentlichte.